# Centro penitenciario de Apanteos
El centro penitenciario de Apanteos, ubicado en la periferia de Santa Ana, fue inaugurado en 1986. Con una capacidad de 1,600 presidiarios en 2016, ocupa un área de cinco manzanas.

## Historia
4,758 presidiarios ocupaban la prisión en 2016.  En 2017, era la penitenciería salvadoreña con mayor población de extranjeros, entre quienes el mayor número eran nicaragüenses.
En 2018, contaba con 11 sectores, y alojaba 1,500 presidiarios; en 2020, hospedaba 5,000.  Contiene áreas para la reforma de los reclusos, como áreas de cultivo, piscicultura, avicultura, así como talleres de trabajo en metal.  Es posible para un presidiario ascender a la posición de coordinador de la cocina del centro penitenciario, por ejemplo.  Se ofrece a los reos programas de educación, deporte, religión, salud, arte y cultura, y oportunidades de trabajo penitenciario.  Es posible graduarse de bachiller mientras se es reo y en 2016 se graduaron 34 reclusos.  Se realizan torneos de balompié.
Al igual que en todo el sistema penitenciario salvadoreño, entre los presos de Apanteos se encuentran condenados y personas aún no sentenciadas, merced a una reforma de 2018 que designa las bartolinas policiales para sólo los arrestos iniciales.  Apanteos, también como el resto de penitenciarías salvadoreñas, en 2021 informaba a los familiares sobre las presencia de los reos vía listados exhibidos en el exterior de la cárcel.
En 2022 la prisión albergaba presidiarios de ambos sexos, y, en 2022 y 2023, menores de edad, incluyendo bebés.  En abril de 2025, alojaba a Alberto Ábrego.

## Corrupción
Según declaraciones de un presidiario de Apanteos en 2019, a causa de un acuerdo nacional con el FMLN, un líder pandillero motivaba a los visitantes a presidiarios de Apanteos a votar por dicho partido en las elecciones del 2014.  Un ex-presidiario quien pasó en Apanteos del 2005 al 2023 relató que pese a los cambios en materia de rehabilitación y de gobiernos, en Apanteos "siempre hubo corrupción," incluyendo abusos de los carceleros, violencia entre presidiarios, drogas, alcohol, y prostitución.